# 3556 Lixiaohua
Lixiaohua (asteróide 3556) é um asteróide da cintura principal, a 2,4517953 UA. Possui uma excentricidade de 0,2242408 e um período orbital de 2 052,25 dias (5,62 anos).
Lixiaohua tem uma velocidade orbital média de 16,75382983 km/s e uma inclinação de 9,2454º.
Este asteróide foi descoberto em 30 de Outubro de 1964 por Purple Mountain Obs..